# Oružane snage Poljsko-Litavske Unije
Oružane snage Poljsko-Litavske Unije sastojala se od dvije odvojene vojske – Krunske vojske Kraljevine Poljske i Vojske Velike Kneževine Litve nakon Lublinske unije 1569. godine, koje su se udružile u Poljsko-Litavsku Uniju. Vojskom svake zemlje zapovijedali su njihovi hetmani. Najobučenija, a ujedno i najmoćnija specijalna formacija obje vojske bili su Krilati Husari. Poljsko-Litavska mornarica nikada nije igrala važnu vojnu ulogu te je prestala postojati sredinom 17. stoljeća.
Snage Unije bile su angažirane u brojnim ratovima na jugu (protiv Osmanskog Carstva), istoku (protiv Moskovskog Carstva i kasnije Ruskog Carstva) te sjeveru (protiv Švedskog Carstva), kao i unutarnjim sukobima od kojih se ističu kozački ustanci. U početku je vojska Unije obično bila vrlo uspješna, ali je postepeno padala moć od sredine 17. stoljeća. Mučena nedostatkom oružja, bila je pod sve težim pritiskom da brani državu, a brojčano je bila inferiornija u odnosu na rastućih susjednih vojski.
Nakon raspada Unije, vojnu tradiciju Unije nastavile su Napoleonove poljske legije i vojska Varšavskog Vojvodstva.

## Pozadina
Poljsko-Litavska Unija nastala je Lublinskom unijom 1569. godine spajanjem Kraljevine Poljske i Velike Kneževine Litve. Vojske tih država razlikovale su se od organizacije uobičajene u zapadnoj Europi jer su, prema Bardachu, tamo uobičajene plaćeničke formacije, koje nisu stekle popularnost u Uniji. Brzezinski navodi da su strani plaćenici činili značajan dio elitnih pješačkih jedinica, barem do ranog 17. stoljeća. Postojala je mala stajaća vojska, Obrona potoczna ("stalna obrana") od oko 1500 – 3000 vojnika, koju je plaćao kralj, a prvenstveno je bila stacionirana na problematičnim južnim i istočnim granicama. Dopunjena je dvjema formacijama mobiliziranim u slučaju rata – Pospolite ruszenie (feudalni namet s većinom plemićkih vitezova-zemljoposjednika) i Wojsko zaciężne, koje su unovačili poljski zapovjednici za sukob.
Nekoliko godina prije Lublinske unije reformirana je poljska Obrona potoczna jer je Sejm ozakonio stvaranje Wojsko kwarciane. Ovu je formaciju također plaćao kralj, a brojala je oko 3500 – 4000 ljudi prema Bardachu, no Brzezinski daje raspon od 3000 – 5000 vojnika. Bila je sastavljena uglavnom od postrojbi lakog konjaništva popunjenih plemstvom kojima su zapovijedali hetmani. Sejm bi za vrijeme rata ozakonio privremeno brojčano povećanje Wojsko kwarciane.

## Povijest operacija
Na svom vrhuncu Unija je obuhvaćala teritorije današnje Poljske, Litve, Ukrajine, Bjelorusije, Latvije, Estonije, Slovačke, Rumunjske, Moldavije i Rusije. Bila je angažirana u bitkama duž većine svojih granica, a samo zapadna granica sa Svetim Rimskim Carstvom je bila relativno mirna. U prvim desetljećima veliki sukobi uključivali su kampanju Stjepana Báthoryja, intervencije u Moldaviji i pobunu u Gdanjsku. Početkom 17. stoljeća došlo je do niza poljsko-švedskih ratova, poljsko-osmanskih ratova i poljsko-ruskih ratova. Uniju je također patila od mnogih kozačkih ustanaka, koji su kulminirali 1648. godine. Unija je uspjela preživjeti sukobe i ostvarila je nekoliko velikih pobjeda na svim frontovima, poput bitke kod Kircholma i bitke kod Klushina, te je držala garnizon u Moskvi 1612. godine. Međutim, Hmeljnickijev ustanak, zajedno s rusko-poljskim ratom i švedskim potopom, koji su se odvijali otprilike u isto vrijeme, osakatili su Uniju, što je rezultiralo gubitkom većine današnje Ukrajine, koju je dobilo Rusko Carstvo u ugovorom iz Andrusova 1667. godine.
Tijekom 18. stoljeća europske sile (Rusko Carstvo, Kraljevina Pruska, Švedsko Carstvo i Saska) vodile su nekoliko ratova za kontrolu nad teritorijima bivše Poljsko-Litavske Unije, osobito tijekom Velikog sjevernog rata. Do kraja 18. stoljeća, unutarnji sukobi koji su uključivali strane neprijatelje doveli su do raspada i podjele Poljsko-Litavske Unije među susjedima.

## Organizacija
Kada je Unija formirana, postojala je mala praktična razlika između poljskih i litavskih oružanih snaga, no one su bile odvojene – litavska vojska činila je otprilike jednu četvrtinu do trećine vojske Unije. Nacionalne postrojbe uključivale su Krilate Husare i lakše poljske pancirne i litavske petihorce s lakim konjaničkim jedinicama. Strane postrojbe koncentrirale su se oko pješačkih i topničkih formacija.
Nacionalne postrojbe bile su organizirane u tradicionalnim formacijama, koje datiraju iz ranog srednjeg vijeka. Strane postrojbe bile su organizirane u pukovnije, koje su često brojale oko 500 – 1000 vojnika te bile podijeljene u satnije. Kralj Ivan III. Sobieski je 1670-ih pokušao zamijeniti nacionalne i strane postrojbe jednom strukturom, dijeleći jedinice na pješaštvo, konjaništvo i dragone, ali su prošla mnoga desetljeća prije nego što te reforme urodile plodom.

## Formacija i evolucija
Nakon stvaranja Unije uvedeno je nekoliko novih vojnih jedinica. Prvi među njima bili su registrirani Kozaci, formirani 1578. godine. To su bile trupe sastavljene od Kozaka, plaćenih za svoju službu i nepodložnih kmetstvu. Njihov broj varirao je od oko 500 do višestruko većeg broja, a Zborivskim ugovorom postavljen je rekord od 40.477 vojnika. Odbijanje Kozaka da se podvrgnu kmetstvu i pokušaji plemstva Unije da ih prisile na to doveli su do mnogih političkih sukoba oko veličine kozačkog registra, što je uzrokovalo brojne kozačke ustanke, osobito u 17. stoljeću. To je oslabilo državu i na kraju dovelo do porobljivanja Kozaka i uništenja od strane Ruskog Carstva. Osim kozačkih formacija, druga skupina koja je pružila značajne usluge državi bili su preostali Tatari, koji su boravili u Litvi te dali neke lake i srednje konjaničke jedinice za Litavsku vojsku. Poznato je da su Perzijanci i Gruzijci služili u poljskoj vojsci.
Tijekom vladavine Stjepana Báthoryja u kasnom 16. stoljeću (1576. – 1586.), formirana je seljačka formacija nameta, Piechota wybranicka. Temeljila se na seljacima s isključivo kraljevskih posjeda, koji su u zamjenu za službu dobivali jedinicu zemlje (łan). Formacija je brojala oko 2300 vojnika i nakon ranih razočarenja, nikad se nije smatralo da ima veliku vojnu vrijednost. Kralj je nadopunio hajdučko pješaštvo, koje je služilo prvenstveno krajem 16. i 17. stoljeća. Godine 1655. stvorena je nova pješačka postrojba – Żołnierz dymowy. Također, zahtijevao je da sve zemlje, bez obzira jesu li u vlasništvu kralja, plemića ili crkve, daju seljačke novake, a sličan je zahtjev primijenio i na gradove.
Počevši od 1613. godine, rastuća neučinkovitost središnje vlade, kao i povećanje stranih prijetnji, doveli su do stvaranja lokalnih teritorijalnih obrambenih snaga, poznatih kao Żołnierz powiatowy (vojnici koje su podigle regije). Topničke formacije, isprva popunjene strancima, reformirane su 1630-ih, s novim porezom koji im je služio kao podrška. Ovo je vrijeme također označilo uvođenje čina generala topništva u vojske Unije. Sredinom 17. stoljeća pokazalo se da je broj Wojsko zaciężne i Kwarciane nedovoljan, što je dovelo do stvaranja Wojsko komputowe (nazvanog po komputu, dokumentu koji je usvojio Sejm). Wojsko komputowe brojalo je 26.000 vojnika 1649. godine. Istovremeno, Wojsko kwarciane je raspuštena, a Kwarta usmjerena prema novostvorenim topničkim snagama. Brzezinski navodi da je Wojsko kwarciane raspuštena nakon poraza u bitci kod Batiha 1652. godine. Godine 1659., nakon brojnih ratova, reformirana vojska brojala je oko 54.000 – 60.000 vojnika, a on bi u nekom trenutku opao.
Drugi element obrane Unije bile su razne privatne vojske najmoćnijih velikaša. U mirnodopsko doba, oni su se sastojali od obično malih pukovnija s nekoliko stotina ljudi, ali su mogli brojati i do 10.000, uključujući konjaništvo i topništvo. U nekim je slučajevima velikaški doprinos mogao nadmašiti doprinos glavne vojske Unije na prvoj crti, iako su velikaši često radije poštedjeli svoje trupe, budući da im država nije nadoknadila njihov doprinos. Vojsku su plaćale i opremale najbogatije plemićke obitelji (Opaliński, Lubomirski, Potocki, Ossoliński, Zamoyski, Koniecpolski, Sieniawski, Żółkiewski, Sapieha, Chodkiewicz, Pac i Radziwiłł). To je bio jedan od razloga zašto su velikaši igrali glavnu ulogu u politici Unije, a povremeno su sudjelovali u krvavim građanskim ratovima, kao što je Litavski građanski rat.
Neki su gradovi povremeno postavljali gradsku stražu i miliciju. Najopremljenija gradska straža i popratne utvrde pripadale su Gdanjsku, koji se 1646. godine mogao pohvaliti s 12 pješačkih satnija od ukupno 6000 ljudi. Postojala je i mala pukovnija kraljevske garde koju je izravno plaćao kralj. Tijekom mira kraljevska garda je brojala oko 1200 pripadnika, ali bi tijekom rata često bila proširena. Kraljevske snage uključivale su husarsku zastavu, reitersko konjaništvo i pješačke jedinice, temeljene na "stranom modelu". Postojale su i neke neregularne milicije ili plaćeničke trupe koje nisu dobivale službenu plaću, ali su djelovale uz dopuštenje vlade i bilo im je dopušteno zadržati svoj plijen, a najznačajniji od njih bili su Lisowczykovi s početka 17. stoljeća.
I država, i velikaši podržali su izgradnju i obnovu nekoliko utvrda (kao što je dvorac Kamianets-Podilskyi).

## Zapovjedna struktura
Vojskom Unije zapovijedao je kralj, pod čijim su vodstvom služila 4 hetmana – dva velika hetmana (veliki krunski hetman i veliki litavski hetman) i 2 poljska hetmana (poljski krunski hetman i poljski litavski hetman). Ured hetmana pojavio se u kasnom 15. stoljeću kao rezultat uvođenja Wojsko zaciężne i potrebe za više profesionalnih vojnih zapovjednika nego što ih je kralj obično mogao osigurati. Do 1530-ih hetmanski sustav evoluirao je u sustav redovnih ureda koji će paralelno postojati i u Poljskoj, i u Litvi sljedeća 3 stoljeća. Od 1581. službeno postaje doživotno imenovanje. Hetmani su imali pravo suditi po kratkom postupku na terenu. Veliki krunski hetman imao je pravo zadržati svoje predstavnike u Osmanskom Carstvu, što mu je omogućilo utjecaj na poljsko-osmanske odnose, a također je postavio temelje za prve poljske obavještajne službe. Hetmanov zamjenik bio je poznat kao regimentarz, a on je mogao privremeno zamijeniti hetmana.

## Mornarica
Mornarica Poljsko-Litavske Unije bila je mala te je imala relativno sporednu ulogu u povijesti Unije, a i same vojske. Unatoč izlazu na Baltičko more, ni Poljska ni Litva nisu imale značajniju mornaricu kroz svoju povijest. U 16. stoljeću, kada su se Poljska i Litva uključile u sukobe u Livoniji, poljski kralj Žigmund II. August podržao je operacije, ali to je naišlo na protivljenje poljske primarne luke Gdanjsk, koja je to vidjela kao prijetnju svojoj trgovini. To je dovelo do razvoja luke u Pucku. Poljsko-Litavskom Unijom vladala je dinastija Vasa, a bila je uključena u niz ratova sa Švedskim Carstvom. Kraljevi iz dinastije Vasa pokušali su stvoriti flotu, a Vladislav IV. Vasa izgradio je namjensku luku za kraljevsku ratnu mornaricu, ali su njihovi pokušaji opetovano propali, zbog nedostatka sredstava u kraljevskoj riznici. Vidjevši da nema potrebe za flotom, szlachta je odbila povećati poreze za njegovu izgradnju, a Gdanjsk se neprestano protivio ideji kraljevske flote. Iako je Vladislav kupio 12 brodova, oni su prodani između 1641. i 1643., a to je označilo kraj mornarice Unije.

## Logistika
Zbog nedostatka centraliziranog logističkog sustava, vojske Unije bile su opterećene velikim vlakovima s prtljagom. To je donekle pretvoreno u prednost razvojem tabora. Korištenje kola za obrambene formacije usavršili su Kozaci, a u manjoj su ih mjeri koristile i druge jedinice Unije. Vojske Unije oslanjale su se na konjaništvo, koju je plemstvo smatralo puno uglednijom od pješaštva. Unatoč reformama iz 17. stoljeća, u 18. stoljeću izgubio je veliki dio svog vojnog značaja, a primarni razlog za to bio je nedostatak dovoljnog financiranja.

## Problemi i reforme
S rastućim utjecajem stranih sila u Uniji, Sejm kojim su dominirali Rusi je 1717. proglasio da bi vojska Unije trebala brojati 24.200 vojnika (18.000 iz Kraljevine Poljske i 6.200 iz Velike Kneževine Litve). Zbog nedovoljnog oporezivanja, vojska često nije bila dobro plaćena, što je dovelo do relativno male vojske. Sredinom 18. stoljeća Unije je imala sredstava za postavljanje vojske od oko 24.000 ljudi, dok su vojske susjeda često bile i do 12 puta veće – Ruska carska vojska brojala je 300.000, vojska Kraljevine Pruske 150.000, a vojska Habsburške Monarhije i Svetog Rimskog Carstva 200.000 vojnika. Nekoliko desetljeća kasnije, vojska Unije je mogla postaviti vojsku od oko 16.000 vojnika, a to je u usporedbi s početnih 60.000 (u 17. stoljeću) bilo izrazito slabo. Navedena veličina vojske Unije dodatno je preuveličana jer je nešto novca izgubljeno zbog korupcije. Prva polovica 18. stoljeća, nakon Sejma 1717. godine, označava najnižu razinu vojske Unije ikada jer joj je nedostajalo sredstava i obuke, a prvenstveno je korištena u ceremonijalne svrhe. Jedina konstruktivna reforma tog vremena bilo je uvođenje stabilnog, iako krajnje nedostatnog, vojnog proračuna. Neplaćene vojne postrojbe bile su poznate po pobunama i formiranju konfederacija, okupirajući vlastite države Unije do trenutka kada su bile propisno plaćene ili opljačkane dovoljno da se zadovolje.
To se preokrenulo nakon izbora posljednjeg kralja, Stanislava II. Augusta, 1765. godine i uvođenja novog upravnog tijela, Stalnog vijeća, 1775. godine. Njegov vojni odjel pokušao je modernizirati vojsku i povećati njezinu veličinu, iako ciljni broj od 30.000 nikada nije postignut. Velika vojna reforma uslijedila je donošenjem Trećesvibanjskog Ustava 1791. godine, koji je naveo da vojska treba imati 100.000 ljudi. Točan broj bio je utvrđen tek 22. svibnja 1792. godine, a iznosio je 25.654 konjanika i 72.910 pješaka. Uveden je novi zakon o vojnoj obvezi, koji je utjecao na sve zemlje – kraljevske, plemićke i crkvene. Kako su dani Unije bili odbrojani, Ustav nikada nije u potpunosti proveden u praksi, iako je nova vojna komisija vidjela da je vojska proširena na 65.000 prije poraza u Ratu za obranu Ustava. Nakon što je Unija poražena u tom ratu i nakon što je Ustav ukinut, ukupni vojni broj smanjen je na oko 36.000 vojnika. Tijekom 1794. godine Rusi su zahtijevali daljnje smanjenje vojske na 15.000 ljudi. Ovaj je zahtjev bio jedna od iskri posljednjeg rata Unije – Kościuszkovog ustanka.

## Grane vojske
- Wojsko kwarciane – regularne postrojbe plaćene iz tzv. warta (porez koji se naplaćivao zakupcima kraljevskih posjeda). Nastali su u drugoj polovici 16. stoljeća iz zajedničke obrambene formacije. Trupe brojale su od 2000 – 6000 vojnika. Sastojali su se od konjaništva, pješaštva i topništva.
- Wojsko suplementowe – formirana tijekom rata na isti način kao i Wojsko kwarciane.
- Wojsko komputowe – regularne postrojbe formirane 1652. godine nakon što je četverostruka vojska spojena s dopunskom vojskom.
- Pospolite ruszenie – plemićke postrojbe formirane tijekom rata kao podrška regularnim plaćeničkim trupama.
- Kozacy rejestrowi – jedinice sastavljene od zaporoških kozaka iz Registra.
- Gwardia koronna – mala, privatna kraljeva vojska, čija je glavna svrha bila osigurati sigurnost vladara i njegove obitelji.
- Wojsko najemne – plaćeničke jedinice sastavljene uglavnom od stranaca. U Uniji su se koristili relativno rijetko i u maloj mjeri.
- Wojska prywatne – postrojbe koje drže velikaši. Broje od nekoliko stotina do nekoliko tisuća vojnika.
- Wojska powiatowe – jedinice uvrštene u službu odlukom skupštine. Cilj im je bila borba protiv lokalnih prijetnji (najviše protiv razbojnika i Tatara). Ponekad su zajedno s državnom vojskom sudjelovali u ratovima.
- Wojska miejskie – pješaštvo i topništvo koje je općinska vlast imenovala za obranu grada.

## Galerija
- Poljsko-litavski vojnici (1576. – 1586.)[5]
- Poljsko-litavsko konjaništvo
- Poljsko-litavsko topništvo
- Poljsko-litavsko pješaštvo
- Časnici poljsko-litavske vojske u vojnom logoru blizu Krakova, s pješaštvom i konjaništvom u pozdini
- Časnička odora kraljevske garde u Poljskoj